# Takashi Yoshimatsu
Takashi Yoshimatsu (japonès: 吉松隆)  (Tòquio, 18 de març de 1953) és un compositor japonès conegut per haver compost la música pel remake d'Astroboy.
Com Toru Takemitsu, no va rebre una educació musical formal i es considera un compositor autodidacte. Deixà la facultat de tecnologia de la Universitat de Keio el 1972 per unir-se a una banda d'amateurs anomenada "NOA" com a teclista, període en el qual emulava la música de Pink Floyd. Llavors, s'interessava molt pel Jazz, i en el Rock progressiu, i en les noves possibilitats musicals obertes mercès a la música electrònica.
Fou un fan dels Walker Brothers i els Ventures quan tenia 13 anys, però les simfonies de Beethoven i Txaikovski el fascinaren als 14 anys. Des de llavors començà a compondre peces clàssiques fins a fer-se un renom amb la peça serialista "Threnody for Toki" el 1981. poc després es decantà amb la música atonal i llavors compongué en un estil neoromàntic lliure amb fortes influències del Jazz, del Rock i de la música clàssica japonesa.
Fins al 2004, Yoshimatsu ha compost 5 simfonies, 5 concerts (un per cadascun d'aquests instruments: piano, violoncel, guitarra, trombó i saxofon), algunes sonates i algunes peces més curtes per conjunts u orquestres de tota classe. Les seves suites "Atom Hearth Club" per a orquestra de corda fan un homenatge explícit a The Beatles, Pink Floid i Emerson, Lake and Palmer.

## Obres
- Threnody to Toki Op. 12, per a piano i orquestra de cordes
- Chikap Op.14a per orquestra (1981 rev.2003)
- Concert per a Guitarra "Pegasus Effect" Op.21 (1993)
- L'Era de les Aus Op.25 per orquestra (1986)
- Simfonia No.1 "Kamui-Chikap" Op.40 (1988-1990)
- Simfonia No.2 "At terra" Op.43 (1991)
- Concert per a Trombó "Orion Machine" Op.55 (1993)
- Concert per a Saxofón "Cyber-Bird" Op.59 (1994)
- Oda a les aus i a l'arc iris Op.60(1994)
- Concert per a Piano "Memo-Flora" Op.67
- Atom Hearts Club Suite No.1 Op.70a pera orquestra de cordes (1997-2000)
- Simfonia No.3 Op.75 (1998)
- Atom Hearts Club Suite No.2 Op.79a per orquestra de cordes (1999-2000)
- Simfonia No.4 Op.82 (2000)
- Preludi a la celebració de les aus Op.83 (2000)
- Simfonía No.5 Op.87 (2001)
- Concert per a violoncel "Centaurus Unit" Op.91 (2003)